# Wahlenbergia squarrosa
Wahlenbergia squarrosa är en klockväxtart som beskrevs av Wilhelm Georg Baptist Alexander von Brehmer. Wahlenbergia squarrosa ingår i släktet Wahlenbergia och familjen klockväxter.
Artens utbredningsområde är Namibia. Inga underarter finns listade i Catalogue of Life.